# Hellenic Shipyards
 (janvier 2021).
La mise en forme du texte ne suit pas les recommandations de Wikipédia : il faut le « wikifier ».
Les points d'amélioration suivants sont les cas les plus fréquents. Le détail des points à revoir est peut-être précisé sur la page de discussion.
- Les titres sont pré-formatés par le logiciel. Ils ne sont ni en capitales, ni en gras.
- Le texte ne doit pas être écrit en capitales (les noms de famille non plus), ni en gras, ni en italique, ni en « petit »…
- Le gras n'est utilisé que pour surligner le titre de l'article dans l'introduction, une seule fois.
- L'italique est rarement utilisé : mots en langue étrangère, titres d'œuvres, noms de bateaux, etc.
- Les citations ne sont pas en italique mais en corps de texte normal. Elles sont entourées par des guillemets français : « et ».
- Les listes à puces sont à éviter, des paragraphes rédigés étant largement préférés. Les tableaux sont à réserver à la présentation de données structurées (résultats, etc.).
- Les appels de note de bas de page (petits chiffres en exposant, introduits par l'outil «  Source ») sont à placer entre la fin de phrase et le point final[comme ça].
- Les liens internes (vers d'autres articles de Wikipédia) sont à choisir avec parcimonie. Créez des liens vers des articles approfondissant le sujet. Les termes génériques sans rapport avec le sujet sont à éviter, ainsi que les répétitions de liens vers un même terme.
- Les liens externes sont à placer uniquement dans une section « Liens externes », à la fin de l'article. Ces liens sont à choisir avec parcimonie suivant les règles définies. Si un lien sert de source à l'article, son insertion dans le texte est à faire par les notes de bas de page.
- La présentation des références doit suivre les conventions bibliographiques. Il est recommandé d'utiliser les modèles {{Ouvrage}}, {{Chapitre}}, {{Article}}, {{Lien web}} et/ou {{Bibliographie}}. Le mode d'édition visuel peut mettre en forme automatiquement les références.
- Insérer une infobox (cadre d'informations à droite) n'est pas obligatoire pour parachever la mise en page.

Pour une aide détaillée, merci de consulter Aide:Wikification.
Si vous pensez que ces points ont été résolus, vous pouvez retirer ce bandeau et améliorer la mise en forme d'un autre article.

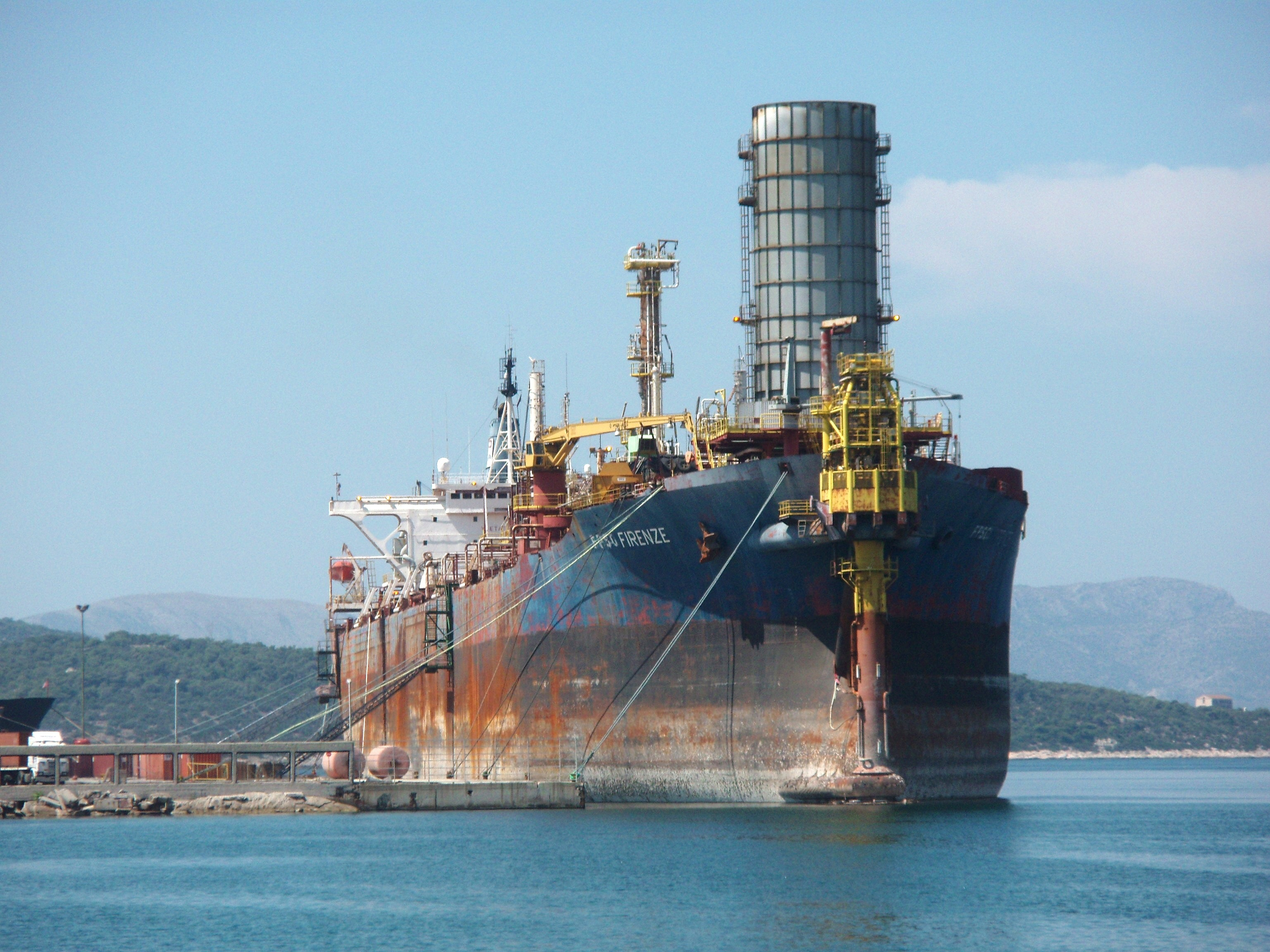
Le navire FPSO Firenze dans les chantiers d'Hellenic Shipyards en 2007

Hellenic Shipyards (HSY) est le plus important chantier naval de Grèce et de Méditerranée orientale, situé à Skaramangás, dans le golfe d'Éleusis, au nord-ouest du port du Pirée. Ancien fleuron de la construction navale grecque et de son développement militaire, il a servi à la construction ou à la réparation de nombreux vaisseaux de guerre depuis la fin des années 1930.

## Histoire
Le chantier naval est créé entre 1937 et 1939 pour la construction de vaisseaux de guerre pour l'armée grecque. Cependant, la Seconde Guerre mondiale mit fin au projet et le chantier fut partiellement détruit par les bombardements alliés. En 1957, l'industriel et armateur grec Stávros Niárchos acquit le site et fit reconstruire de nouveaux chantiers servant à la construction de bateaux civils et militaires.
En 1985, subissant la crise pétrolière, HSY est nationalisé par l'État grec et connait alors de grandes difficultés de développement.
En 2002, le chantier naval fut à nouveau privatisé et cédé au consortium allemand HDW/Ferrostaal, futur ThyssenKrupp. Durant cette période, des hommes politiques grecs en poste sont condamnés à de lourdes peines pour corruption. En 2008, la Commission européenne jugea en effet illégales l'attribution de certaines aides de la part de l'État et demanda le remboursement de 661,9 millions d'euros,,. Le chantier connut une grave crise et ce déclin de l'activité se concrétisa par la réduction drastique du nombre d'employés, passant de 6 200 à 1 300 entre 1975 et 2009.
C'est dans ce contexte difficile que la société Privinvest de l'homme d'affaires franco-libanais Iskandar Safa racheta HSY en 2010, alors que la Grèce subit de plein fouet les effets de la crise financière. Un accord fut signé avec l'État grec pour le remboursement des subventions nationales jugées illégales et pour que Privinvest puisse exploiter certaines parties du site afin de développer des projets avec l'étranger. Seulement, plombée par les dettes, la situation de l'entreprise ne put se stabiliser, notamment en raison d'un conflit judiciaire lié au non-respect de l'accord conclu entre l’État et Privinvest.
En mars 2018, alors qu'il tourne au ralenti depuis plusieurs années, le chantier naval est placé sous gestion spéciale par la justice grecque,. Un an plus tard, un arbitrage international donne raison à Privinvest face à l'État grec reconnu coupable de ne pas avoir tenu ses engagements, notamment vis-à-vis de la dette à rembourser,. En octobre 2020, le gouvernement grec annonce le lancement d'un appel d'offres pour Hellenic Shipyards qui sera donc de nouveau privatisé.